# Кендзежин (Західнопоморське воєводство)
Кендзежин (пол. Kędzierzyn) — село в Польщі, у гміні Сянув Кошалінського повіту Західнопоморського воєводства.
Населення — 127 осіб (2011).
У 1975—1998 роках село належало до Кошалінського воєводства.

## Демографія
Демографічна структура станом на 31 березня 2011 року:
|          | Загалом | Допрацездатний вік | Працездатний вік | Постпрацездатний вік |
| -------- | ------- | ------------------ | ---------------- | -------------------- |
| Чоловіки | 58      | 8                  | 48               | 2                    |
| Жінки    | 69      | 17                 | 47               | 5                    |
| Разом    | 127     | 25                 | 95               | 7                    |